# Nikola Sudová
Nikola Sudová (ur. 17 marca 1982 w Jabloncu nad Nysą) – czeska narciarka, specjalistka narciarstwa dowolnego. Jej największym sukcesem jest srebrny medal w jeździe po muldach wywalczony podczas mistrzostw świata w Ruka. Ponadto zdobyła także brązowy medal w tej samej konkurencji na mistrzostwach świata w Inawashiro. Jej najlepszym wynikiem olimpijskim jest 6. miejsce w jeździe po muldach na igrzyskach olimpijskich w Turynie. Najlepsze wyniki w Pucharze Świata osiągnęła w sezonie 2008/2009, kiedy to zajęła 5. miejsce w klasyfikacji generalnej, a w klasyfikacji jazdy po muldach była czwarta. W sezonie 2007/2008 była druga w klasyfikacji jazdy po muldach.
Jej siostra Šárka Sudová również uprawia narciarstwo dowolne.

## Osiągnięcia

### Igrzyska olimpijskie
| Miejsce | Dzień     | Rok  | Miejscowość    | Konkurencja      | Zwycięzca               |
| ------- | --------- | ---- | -------------- | ---------------- | ----------------------- |
| 19.     | 9 lutego  | 2002 | Salt Lake City | Jazda po muldach | Kari Traa               |
| 6.      | 11 lutego | 2006 | Turyn          | Jazda po muldach | Jennifer Heil           |
| 16.     | 13 lutego | 2010 | Vancouver      | Jazda po muldach | Hannah Kearney          |
| 9.      | 8 lutego  | 2014 | Soczi          | Jazda po muldach | Justine Dufour-Lapointe |

### Mistrzostwa świata
| Miejsce | Dzień       | Rok  | Miejscowość          | Konkurencja      | Zwycięzca               |
| ------- | ----------- | ---- | -------------------- | ---------------- | ----------------------- |
| 26.     | 19 stycznia | 2001 | Whistler             | Jazda po muldach | Kari Traa               |
| 33.     | 21 stycznia | 2001 | Whistler             | Muldy podwójne   | Kari Traa               |
| 7.      | 31 stycznia | 2003 | Deer Valley          | Jazda po muldach | Kari Traa               |
| 9.      | 1 lutego    | 2003 | Deer Valley          | Muldy podwójne   | Kari Traa               |
| 2.      | 19 marca    | 2005 | Ruka                 | Jazda po muldach | Hannah Kearney          |
| 5.      | 20 marca    | 2005 | Ruka                 | Muldy podwójne   | Jennifer Heil           |
| 9.      | 9 marca     | 2007 | Madonna di Campiglio | Jazda po muldach | Kristi Richards         |
| 5.      | 10 marca    | 2007 | Madonna di Campiglio | Muldy podwójne   | Jennifer Heil           |
| 3.      | 7 marca     | 2009 | Inawashiro           | Jazda po muldach | Aiko Uemura             |
| 5.      | 8 marca     | 2009 | Inawashiro           | Muldy podwójne   | Aiko Uemura             |
| 8.      | 2 lutego    | 2011 | Deer Valley          | Jazda po muldach | Jennifer Heil           |
| 7.      | 5 lutego    | 2011 | Deer Valley          | Muldy podwójne   | Jennifer Heil           |
| 7.      | 6 marca     | 2013 | Voss                 | Jazda po muldach | Hannah Kearney          |
| 6.      | 8 marca     | 2013 | Voss                 | Muldy podwójne   | Chloé Dufour-Lapointe   |
| 16.     | 18 stycznia | 2015 | Kreischberg          | Jazda po muldach | Justine Dufour-Lapointe |
| 18.     | 19 stycznia | 2015 | Kreischberg          | Muldy podwójne   | Hannah Kearney          |

### Puchar Świata

#### Miejsca w klasyfikacji generalnej
- sezon 2000/2001: 65.
- sezon 2001/2002: 52
- sezon 2002/2003: 48
- sezon 2003/2004: 44.
- sezon 2004/2005: 9.
- sezon 2005/2006: 9.
- sezon 2006/2007: 18.
- sezon 2007/2008: 6.
- sezon 2008/2009: 5.
- sezon 2009/2010: 38.
- sezon 2010/2011: 27.
- sezon 2011/2012: 8.
- sezon 2012/2013: 32.
- sezon 2013/2014: 32.
- sezon 2014/2015: 32.

#### Miejsca na podium w zawodach
1. Mont Tremblant – 8 stycznia 2005 (Jazda po muldach) – 1. miejsce
2. Lake Placid – 15 stycznia 2005 (Jazda po muldach) – 2. miejsce
3. Deer Valley – 29 stycznia 2005 (Jazda po muldach) – 3. miejsce
4. Sauze d’Oulx – 18 lutego 2005 (Jazda po muldach) – 3. miejsce
5. Voss – 26 lutego 2005 (Jazda po muldach) – 3. miejsce
6. Oberstdorf – 18 grudnia 2005 (Jazda po muldach) – 3. miejsce
7. Mont Tremblant – 7 stycznia 2006 (Jazda po muldach) – 3. miejsce
8. Apex – 18 marca 2006 (Jazda po muldach) – 1. miejsce
9. Lake Placid – 20 stycznia 2008 (Jazda po muldach) – 3. miejsce
10. Inawashiro – 16 lutego 2008 (Jazda po muldach) – 2. miejsce
11. Åre – 8 marca 2008 (Muldy podwójne) – 2. miejsce
12. Valmalenco – 15 marca 2008 (Jazda po muldach) – 3. miejsce
13. Méribel – 18 grudnia 2008 (Muldy podwójne) – 3. miejsce
14. Deer Valley – 31 stycznia 2009 (Jazda po muldach) – 3. miejsce
15. Voss – 20 lutego 2009 (Jazda po muldach) – 2. miejsce
16. Tignes – 18 marca 2009 (Jazda po muldach) – 2. miejsce
17. Calgary – 8 stycznia 2010 (Jazda po muldach) – 2. miejsce
18. Calgary – 9 stycznia 2010 (Jazda po muldach) – 3. miejsce
19. Ruka – 10 grudnia 2011 (Jazda po muldach) – 3. miejsce
20. Lake Placid – 19 stycznia 2012 (Jazda po muldach) – 3. miejsce
21. Åre – 10 marca 2012 (Muldy podwójne) – 2. miejsce
22. Lake Placid – 17 stycznia 2013 (Jazda po muldach) – 2. miejsce
23. Inawashiro – 23 lutego 2013 (Jazda po muldach) – 2. miejsce

W sumie (2 zwycięstwa, 9 drugich i 12 trzecich miejsc).